# Kirowohradzka Obwodowa Administracja Państwowa

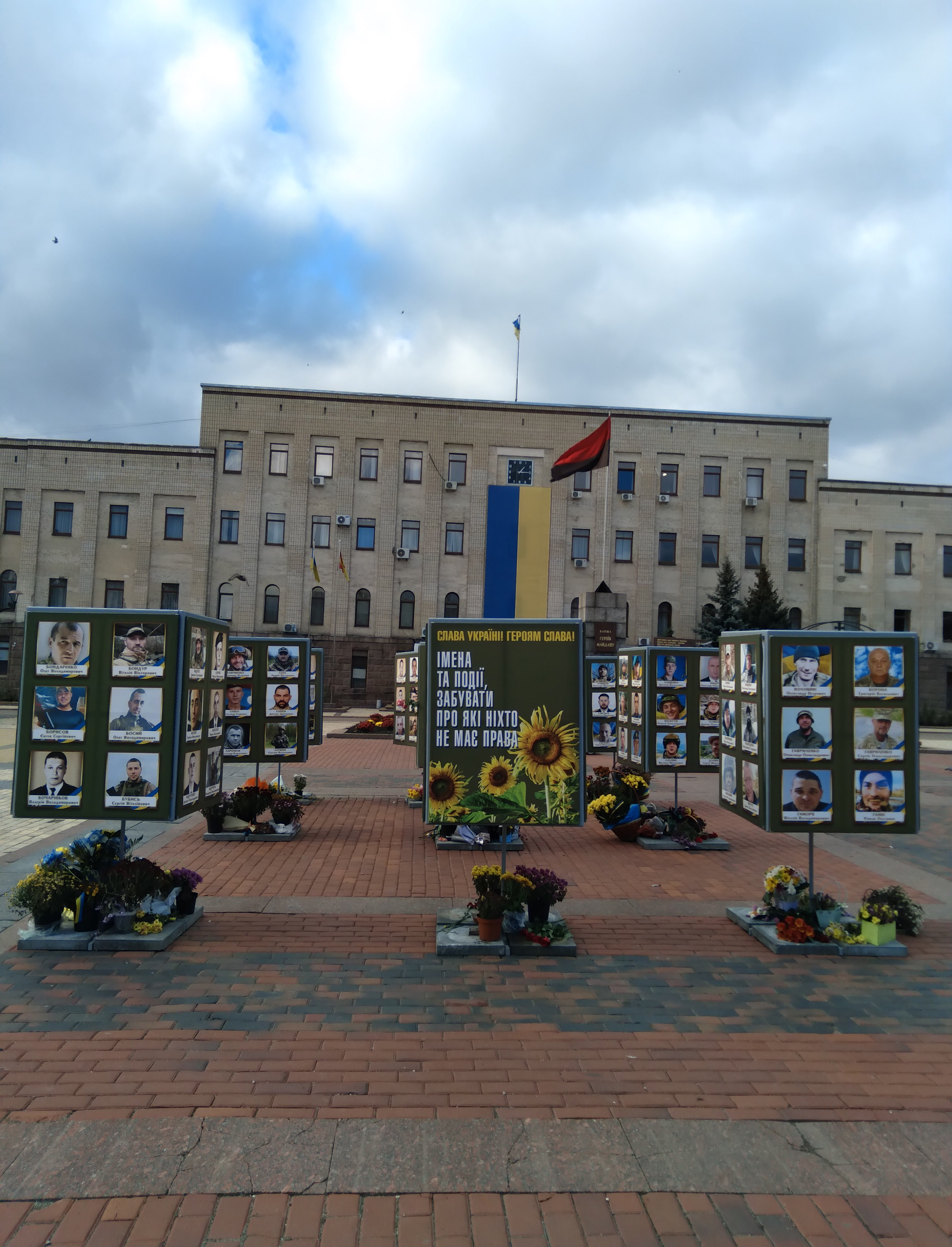
Budynek Administracji Państwowej Obwodu Kirowohradzkiego

Kirowohradzka Obwodowa Administracja Państwowa – obwodowa administracja państwowa (ODA), działająca w obwodzie kirowohradzkim Ukrainy.

## Przewodniczący ODA
- Wałerij Kalczenko (od 8 lutego 1999 do 3 listopada 1999)
- Wasyl Mocny (1999–2003)
- Wasyl Mocny (2007–2009)
- Wołodymyr Mowczan (od 17 września 2009 do 18 marca 2010)
- Wasyl Mocnyj (od 18 marca 2010 do 6 kwietnia 2010)
- Serhij Łarin (od 9 kwietnia 2010 do 9 stycznia 2014)
- Andrij Nikołajenko (od 9 stycznia do 2 marca 2014)
- Ołeksandr Petik (od 2 marca do 16 września 2014)
- Serhij Kuźmenko (od 16 września 2014)